# Блеккеде
Блеккеде (нем. Bleckede) — город в Германии, в земле Нижняя Саксония.
Входит в состав района Люнебург. Население составляет 9578 человек (на 31 декабря 2010 года). Занимает площадь 139,9 км². Официальный код — 03 3 55 009.